# Odeo di Pericle
L'Odeo di Pericle o Odeo di Atene era un odéo di 4000 m² costruito alla base sud-orientale dell'Acropoli di Atene, accanto all'ingresso del Teatro di Dioniso.

## Storia e descrizione

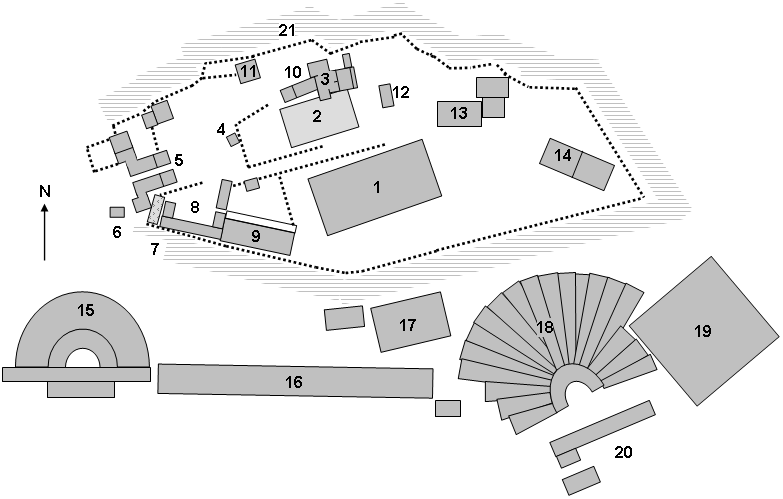
Planimetria dell'Acropoli di Atene che mostra i resti archeologici più importanti: l'Odeo di Pericle è il numero 19, all'estrema destra.

Fu fatto costruire nel 435 a.C. da Pericle per i concorsi musicali che facevano parte delle Panatenee, per il pubblico del teatro adiacente come riparo in caso di maltempo e per le prove del coro.
Pochi resti sopravvivono, ma sembra fosse "ornato di colonne di pietra" - secondo Vitruvio e Plutarco - e quadrato invece della consueta forma circolare per un odéon. La sua copertura fu realizzata con il legname ricavato da navi persiane catturate e terminava in una piazza dal tetto piramidale simile a una tenda: Pausania scrisse che nel I secolo a.C. la sua ricostruzione "si diceva fosse una copia della tenda di Serse", il che si sarebbe anche potuto applicare alla costruzione originale.
Plutarco scrive che l'edificio originale aveva molti seggi differenti e molti pilastri. Gli scavi moderni hanno messo in luce le sue fondazioni ed è ormai noto che il tetto era sostenuto da 90 pilastri interni, ripartiti in nove file di dieci. Da alcuni altri brevi brani e dai pochi resti di questo tipo di edificio si può concludere, inoltre, che avesse un'orchestra per il coro e un palcoscenico per i musicisti (di profondità inferiore al palcoscenico di un teatro), dietro i quali vi erano dei vani probabilmente utilizzati per conservare gli strumenti, gli abiti e gli ornamenti necessari per le processioni religiose. Non richiedeva alcun cambiamento della scena, ma la parete di fondo del palcoscenico sembra avesse una decorazione fissa dipinta. Per esempio, scrive Vitruvio che nel piccolo teatro a Tralles (che era senza dubbio un odeon), Apaturio di Alabanda dipinse la scena con una composizione così fantastica che fu costretto a rimuoverla, correggendola secondo il realismo degli oggetti naturali.
L'Odeo originale di Atene fu incendiato durante l'assedio di Silla ad Atene nella prima guerra mitridatica nell'87-86 a.C., o da Silla stesso oppure dal suo avversario Aristione per paura che Silla si servisse del suo legname per bruciare l'Acropoli. Fu poi completamente ricostruito da Ariobarzane II di Cappadocia, utilizzando C. e M. Stallio e Menalippo come suoi architetti. Il nuovo edificio fu definito da Pausania nel II secolo d.C. come "la più bella di tutte le strutture dei Greci". Egli riferisce inoltre di una "figura di Dioniso che vale la pena di vedere" in un odéon in Atene, sebbene non specifichi di quale odéon si trattasse.